# Karel Klouček
Karel Klouček (* 23. srpna 1966) je český podnikatel v oblasti zpracování a prodeje masa.

## Život

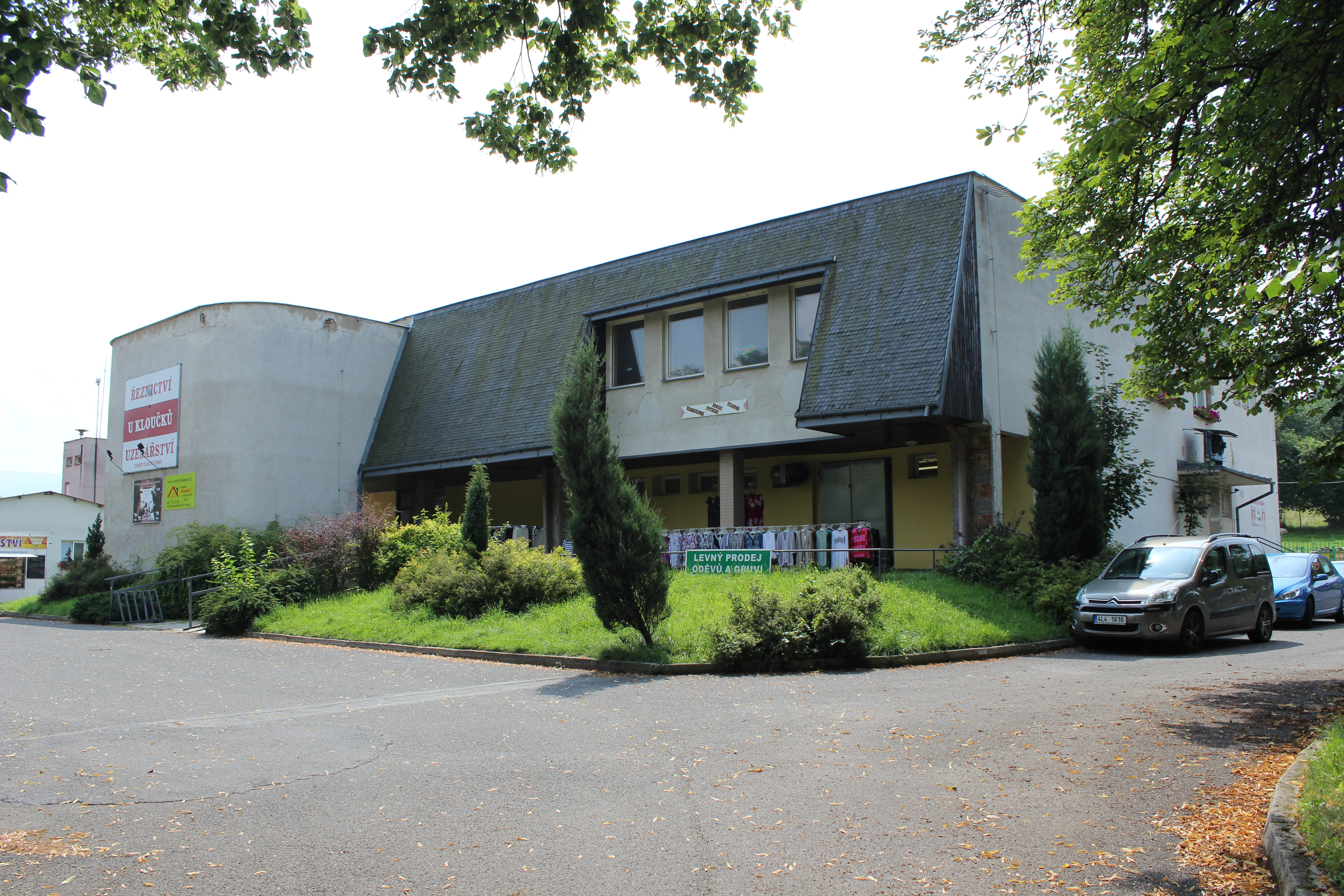
Objekt někdejšího raspenavského obchodního domu

Karel Klouček vyrůstal v Hejnicích a od mládí měl vztah k práci s masem. Zajímaly ho například zabijačky. Po vyučení absolvoval základní vojenskou službu a následně pracoval v Liberci na tamních jatkách, kde působil nejprve na porážce, pak přešel do výroby a následně se stal mistrem. Na jeden rok si také odešel rozšířit své znalosti do Německa.
Od roku 2004 podniká. První výrobní a prodejní prostory našel v někdejším obchodním domě v Raspenavě, městě ve Frýdlantském výběžku na severu Libereckého kraje České republiky. Posléze otevřel své prodejny také v dalších městech kraje, a sice v Hejnicích a v Liberci. Podnikatel s ohledem na pružnost plateb obchodních partnerů preferuje prodej ve vlastních obchodech oproti nabídce svých produktů v obchodních řetězcích.

## Produkce

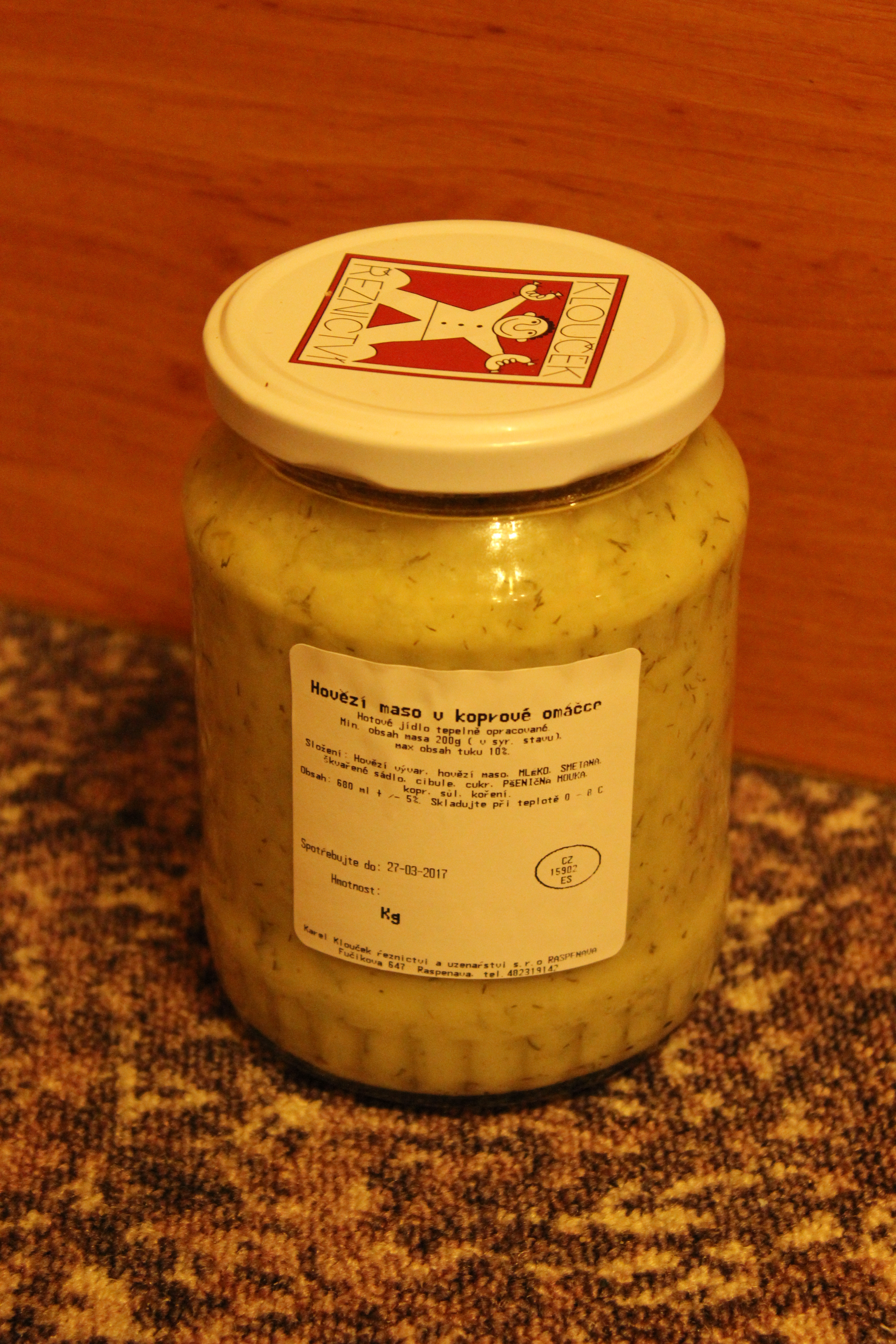
Koprová omáčka z produkce Karla Kloučka

Firma vyrábí vedle masných a uzenářských výrobků také saláty či hotová jídla. Zákazníci preferují jitrnice a tlačenku, ale též vepřovky či během letních měsíců klobásy. Výroba hotových jídel, mezi než patří například svíčková či španělský ptáček, představuje asi šedesát procent produkce společnosti. Firma tyto své výrobky distribuuje ve skleněných lahvích.
Vepřovka je od roku 2011 nositelem ocenění Regionální produkt Jizerské hory udělovanou místní akční skupinou Frýdlantsko. Jiné produkty, debrecínka v roce 2016 a předtím ještě vepřové maso ve vlastní šťávě, zase získaly označení Regionální potravina udělované Ministerstvem zemědělství České republiky.